# Montils
Montils is een gemeente in het Franse departement Charente-Maritime (regio Nouvelle-Aquitaine) en telt 652 inwoners (1999). De plaats maakt deel uit van het arrondissement Saintes.

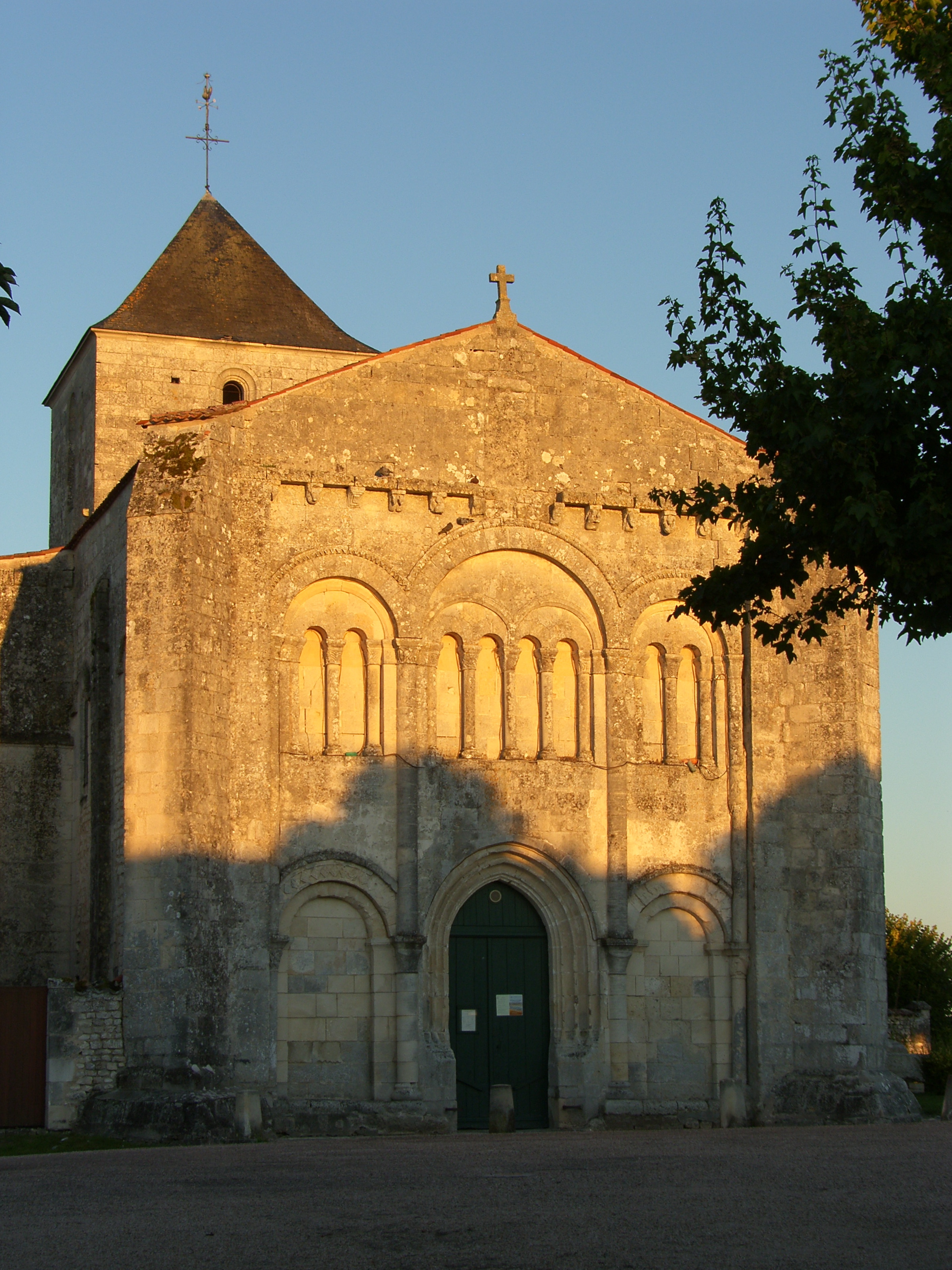
Kerk van St Sulpice

## Geografie
De oppervlakte van Montils bedraagt 23,9 km², de bevolkingsdichtheid is 27,3 inwoners per km².
De onderstaande kaart toont de ligging van Montils met de belangrijkste infrastructuur en aangrenzende gemeenten.

## Demografie
Onderstaande figuur toont het verloop van het inwonertal (bron: INSEE-tellingen).